# Marine Cabirou
Marine Cabirou née le 12 mars 1997 à Millau, est une descendeuse VTT professionnelle française.

## Palmarès en VTT

### Championnats du monde
- Lillehammer-Hafjell 2014
  -  Médaillée de bronze de la descente juniors
- Vallnord 2015
  -  Championne du monde de descente juniors
- Mont Saint-Anne 2019
  -  Médaillée de bronze de la descente
- Val di Sole 2021
  -  Médaillée d'argent de la descente
- Fort William 2023
  -  Médaillée de bronze de la descente

### Coupe du monde
- Coupe du monde de descente juniors (1)
  - 2014 : 2e du classement général
  - 2015 : 1re du classement général

- Coupe du monde de descente (1)
  - 2016 : 7e du classement général
  - 2017 : 8e du classement général
  - 2018 : 6e du classement général
  - 2019 : 2e du classement général, vainqueur de trois manches
  - 2020 : 1re du classement général, vainqueur de deux manches[1]
  - 2021 : 5e du classement général
  - 2022 : 11e du classement général
  - 2023 : 3e du classement général, vainqueur de deux manches
  - 2024 : 2e du classement général, vainqueur de deux manches

### Championnats d'Europe
- 2016
  -  Championne d'Europe de descente
- 2017
  -  Médaillée de bronze de la descente
- 2024
  -  Médaillée de bronze de la descente

### Championnats de France
- 2016
  - 3e du championnat de France de descente
- 2017
  - 2e du championnat de France de descente
- 2019
  -  Championne de France de descente
- 2020
  - 2e du championnat de France de descente
- 2023
  -  Championne de France de descente